# Valeggio sul Mincio
Valeggio sul Mincio és un comune (municipi) de la província de Verona, a la regió italiana del Vèneto, situat a uns 120 quilòmetres a l'oest de Venècia i a uns 25 quilòmetres al sud-oest de Verona.
A 1 de gener de 2020 la seva població era de 15.758 habitants.
Valeggio sul Mincio limita amb els següents municipis: Castelnuovo del Garda, Marmirolo, Monzambano, Mozzecane, Peschiera del Garda, Ponti sul Mincio, Roverbella, Sommacampagna, Sona, Villafranca di Verona i Volta Mantovana.